# Škorpion (znak)
Škorpion (lat. Scorpio) je jedan od 12 horoskopskih znakova. Osobe rođene od 24. listopada do 22. studenog su rođene u znaku škorpiona.

U hrvatskim horoskopima ga se naziva i štipavcem.
- Vladajući planet - Mars, Pluton
- Element - Voda